# Hibiscus dasycalyx
Hibiscus dasycalyx är en malvaväxtart som beskrevs av Joseph Blake och Shiller. Hibiscus dasycalyx ingår i Hibiskussläktet som ingår i familjen malvaväxter. Inga underarter finns listade i Catalogue of Life.